# Bharata natyam
Pour les articles homonymes, voir Bharata.

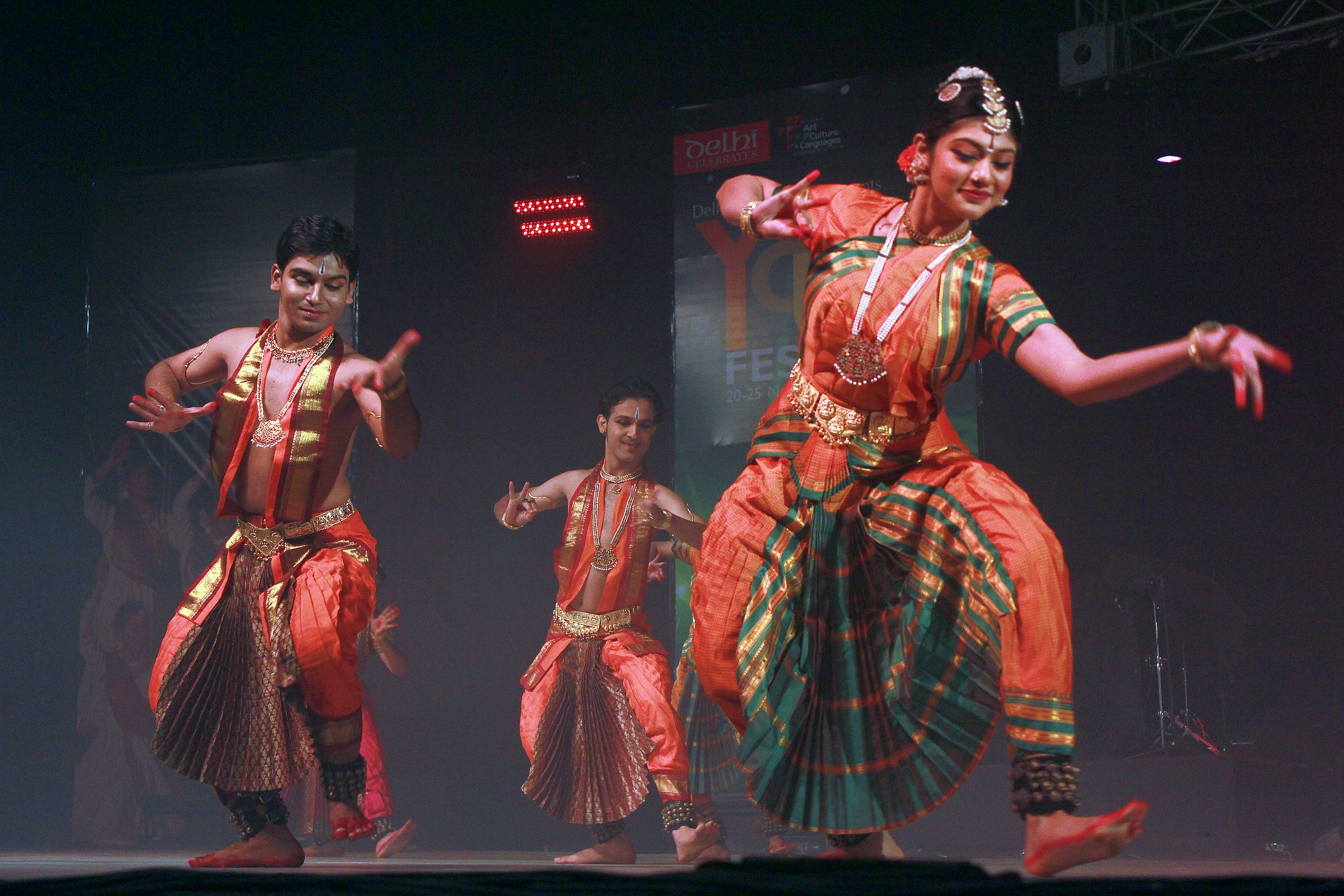
Spectacle de bharatanatyam

Le bharata natyam, auparavant appelé Sadir ou Dasi Attam, est une danse classique indienne originaire du Sud-Est de l'Inde, du Tamil Nadu actuel.
C'est l'une des plus anciennes danses traditionnelles indiennes, liée aux pratiques religieuses dès son origine. Elle est l'une des huit formes de danse reconnues par la Sangeet Natak Akademi (en) (Académie indienne des la musique, la danse et le théâtre). Elle exprime les thèmes religieux et les idées spirituelles de l'Inde du Sud, en particulier le shivaïsme, le vishnouisme et le shaktisme.
Une description du bharata natyam, au IIe siècle de notre ère, est mentionnée dans l'ancienne épopée tamoule Silappatikaram, tandis que les sculptures des temples du VIe  au  IXe siècle de notre ère suggèrent qu'il s'agissait d'un art du spectacle bien raffiné au milieu du premier millénaire de notre ère. Cette forme de danse était répandue dans l'ancien Tamil Nadu, et plusieurs livres les ont codifiés comme le Nâtya-shâstra. Le Nâtya-shâstra n'est qu'une codification par un auteur inconnu de nombreuses formes de danses qui existaient à travers l'Inde.
La pratique de la danse a souffert au XIXe siècle d'une dévalorisation de cet art par les colonisateurs britanniques. Avec le temps, elle fut interdite sous la domination britannique, mais resta autorisée dans les comptoirs français de Pondichéry (Sud du pays). La tradition a été sauvée puis renouvelée  au cours du XXe siècle, notamment après l'indépendance.
Il existe différents styles de bharata natyam. Le bharata natyam est souvent une danse de soliste dont l'apprentissage est très difficile et très long. Souvent enseignée aujourd'hui aux jeunes filles, elle est restée ouverte aux garçons.

## Caractéristiques

### Sthana (positions du corps)
Il y a trois positions du corps (sthana ou sthanaka) en bharatanatyam, debout, semi-assise, et totalement assise.
- Samam ou samapadam. Les pieds sont joints, la danseuse se tient debout, droite.

- Araimandi, aramandi, ardhamandi ou ardhamandala. C'est la position la plus caractéristique du bharatanatyam. Les pieds sont ouverts, talons joints, dans un angle proche de 180°. Les genoux sont pliés, les jambes formant un losange, et le dos est droit. La danseuse est dans une position semi-assise.
- Muzhumandi. Les jambes sont totalement pliées et ouvertes, formant un angle proche de 180°. La danseuse est quasiment assise.

Une quatrième posture, alidha, est parfois considérée, lorsque la jambe gauche est pliée comme en position araimandi, et la jambe droite est tendue, le talon contre le sol et le reste du pied et les orteils levés. (La position inverse, avec jambe droite pliée et jambe gauche tendue, est pratyalidha).
|                                |
| Danseuse en position samapadam |

|                                |
| Danseuse en position araimandi |

|                                |
| Danseur en position muzhumandi |

|                             |
| Danseuse en position alidha |

### Position et mouvement des pieds
Les positions des pieds sont désignées avec leurs mouvements par de nombreux termes techniques..

#### Position des deux pieds
|                                       |
| Pieds d'une danseuse en position Sama |

|                                                          |
| Danseuse de bharatanatyam avec pieds en position parshva |

|                                           |
| Pieds d'une danseuse en position swastika |

Sama, pieds joints en position naturelle, l'un à côté de l'autre, orteils vers l'avant (position des pieds lorsque le corps est en samam) ; 
Parshva, pieds tournés vers l'extérieur pour former une ligne droite (position des pieds lorsque le corps est en araimandi) ; 
Tryasra, les pieds forment un "V" ; 
Swastika, les pieds sont croisés.

#### Position de chaque pied

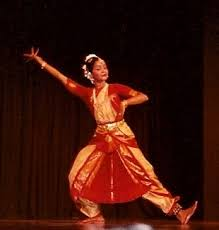
Danseuse de bharatanatyam en position alidha (pied en ancita)

Ancita, talon contre le sol, et le reste du pied est levé (position d'un pied lorsque le corps est en alidha).
Agratala Sancara, orteils et pointe de pied contre le sol, talon levé (position d'un pied lorsque les deux pieds sont croisés en swastika).
Suci : un pied est contre le sol, l'autre est en pointe, avec seulement le gros orteil qui touche le sol.

#### Mouvements des pieds
Sarika : le pied se déplace sans être levé.
Mardita : la plante de pied frotte le sol.
Skhalita : le pied est glissé sur le sol.

#### Frappes des pieds
Kuttanam : le pied frappe le sol.
Udghattita : frappe de talon dans laquelle le talon se lève alors que les orteils restent contre le sol.
Tadita : le talon reste contre le sol, l'avant du pied se lève et frappe le sol.
Kutta : le pied est sur demi-pointe, talon levé, et la demi-pointe va frapper le sol.

### Positions des mains
Les mains effectuent différents mudras. Leur orientation est également codifiées en quatre positions : uttana, paume vers le haut, adhomukha, paume vers le sol, unmukha, paume vers soi, paranmukha, paume à l'opposé de soi.

### Les pas de danse, adavu
Les adavus sont les pas de base du bharatanatyam. Ils seraient inspirés des karanas, les 108 positions de base de la danse décrits dans le traité Natyashastra.
Un adavu est caractérisé par sthanaka, la position du corps lors de sa réalisation, chari, le mouvement de la jambe et du pied, et hasta, le geste de la main. Chaque adavu a différentes variations, parfois caractérisée par le sollukatu, c'est-à-dire les syllabes rythmiques, sur lequel la variation est effectuée.
Une combinaison d'adavu s'appelle korvai, et son exécution (généralement très rapide) s'appelle jati. Un jati se conclue par un teermanam, un adavu particulier ou la danseuse va faire passer son bras derrière elle, la tête tournée vers lui, puis le ramener par-dessus sa tête devant elle, vers le bas.

#### Tattadavu
La danseuse est en position araimandi, jambes pliées formant un losange. Elle fait remonter son pied vers sa cuisse, sans lever le genou, et frappe ensuite ce pied sur le sol. Toute la plante du pied doit frapper le sol. Il y a six ou huit variations de tattadavu. Les mains sont généralement placées dans le dos, au bas des reins, les coudes formant un losange de part et d'autre.
| Variation | Sollukatu                               | Description |
| --------- | --------------------------------------- | --- |
| 1         | taiya tai taiya tai taiya tai taiya tai | Les jambes alternent frappent à droite et gauche                                                                                                   |
| 2         | taiya tai taiya tai taiya tai taiya tai | Les jambes alternent deux frappes à droite, deux à gauche.                                                                                         |
| 3         | taiya taiya tai taiya taiya tai         | Trois frappes à droite, un temps, trois frappes à gauche.                                                                                          |
| 4         | taiya taiya tai taiya taiya tai         | Quatre frappes à droite, quatre frappes à gauche.                                                                                                  |
| 5         | taiya taiya tai taiya taiya tai         | Cinq frappes à droite (2 séparée d'un temps, 3 séparée d'un demi-temps), 1 demi-temps, puis idem à gauche.                                         |
| 6         | taiya tai taiya tai taiya tai taiya tai | Six frappes à droite (3 frappes séparée d'un demi-temps, 1 demi temps, à nouveau 3 frappes séparées d'un demi-temps, 1 demi temps), idem à gauche. |

#### Nattadavu
Le nattadavu est caractérisé par l'utilisation de la position de la jambe ancita, la jambe est tendue, le talon contre le sol et le reste du pied et les orteils levés.
Comme pour les autres adavus, différents variations existent. Ci-dessous la description des deux variations les plus simples.
| Variation | Sollukatu                     | Description |
| --------- | ----------------------------- | --- |
| 1         | tai yum tat tha tai yum ta ha | Cette variation commence en position araimandi, les bras tendus de part et d'autre, les mains en mudra tripataka, paumes vers le bas. La jambe droite va se placer en ancita, frappant le sol du talon. Simultanément, le visage se tourne vers la droite et la paume droite se tourne vers le haut. Puis on revient en position de base (pied, main et visage), en frappant cette fois le sol avec toute la plante de pied. Le mouvement similaire est effectué à gauche. |
| 2         | tai yum tat tha tai yum ta ha | Pareil que le 1, sauf que deux mouvements sont effectués à droite puis deux mouvements à gauche. |

## Alarippu
Alarippu est constitué de pas de base dont le nombre total s'élève à 218.

## Les phases de la danse
Un spectacle typique comprend plusieurs phases, le tout étant appelé margam, chemin. Les phases sont différenciées selon leurs longueurs, leurs thèmes, et surtout selon qu'elles soient des morceaux de danse pure (nritta) ou avec une transmission des sentiments par l'expression du visage (abhinaya).

### Pushpanjali

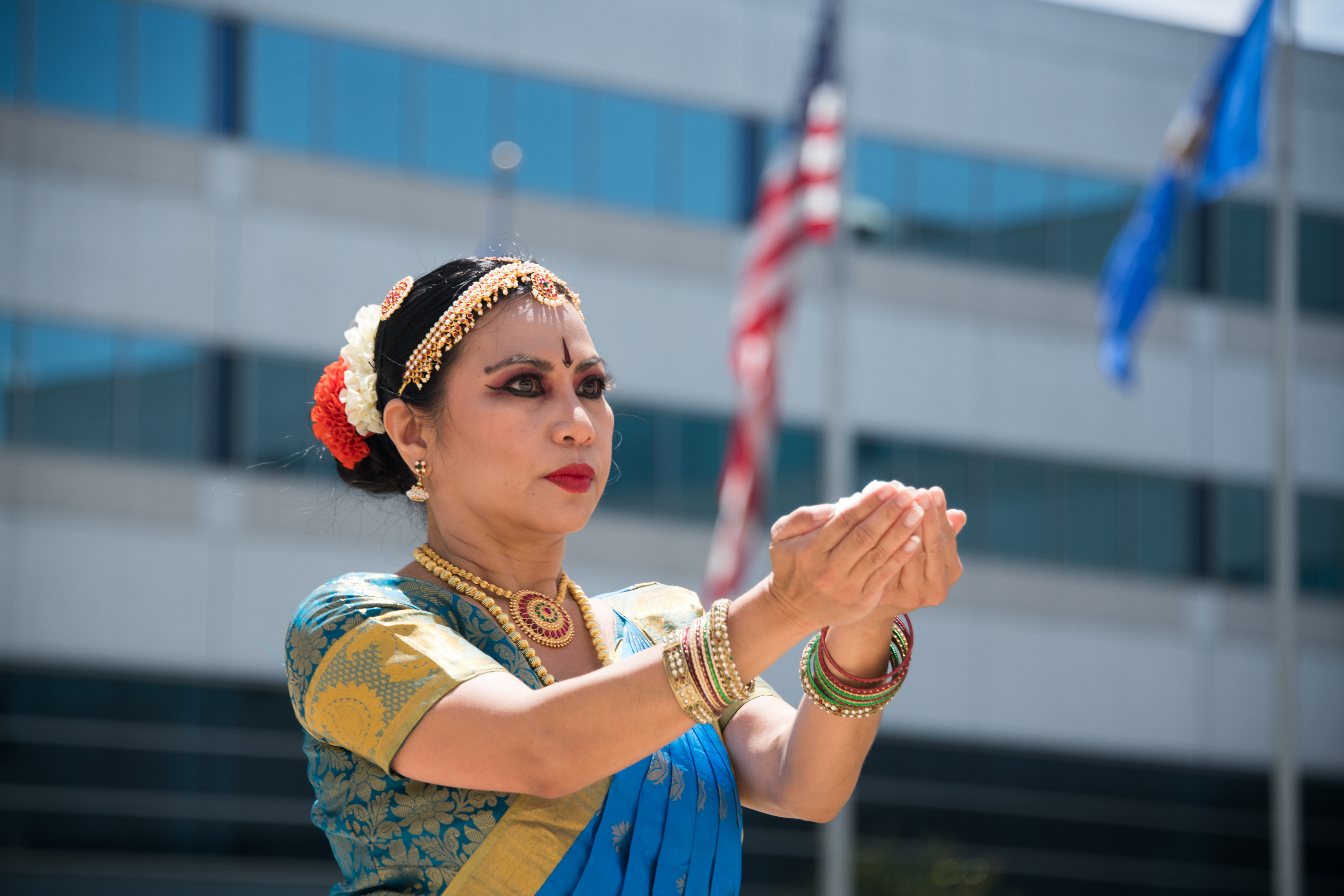
Danseuse en position de prière

Une prière traditionnelle d'ouverture au dieu Ganesha, qui écarte les obstacles. Elle comprend une courte partie d'abhinaya (expressions du visage). C'est une prière avec des fleurs (pushpa, पुष्पं, signifie fleurs en sanskrit). La prière dure environ 8 minutes, les deux premières consistant en des frappes de pieds en tenant les fleurs, puis les fleurs sont offertes à la divinité Nataraja (shiva dansant).
Une présentation  du tala (rythme), suite de syllabes chantées par la danseuse.
Le reste de la prière comprend une séquence de danse pure (Nritta). Cette danse est entièrement dédiée au dieu Nataraja. Entièrement technique, elle représente l'ouverture : les postures et les mouvements de plus en plus complexes symbolisent l'épanouissement d'une fleur et de l'art.

### Jathiswaram
C'est une danse technique, rapide et rythmée. Le rythme est scandé par le tambour. La danseuse montre ici sa dextérité dans le travail des pieds et la grâce des mouvements de son corps. Les pas (ou Jatis), composés d'adavus (enchaînements de mouvements) sont chorégraphiés en harmonie avec les notes (ou svara) sur une mélodie (appelée raga). Le jathiswaram est composé de 5 ou 6 séquences rythmiques, séparées par un interlude de quelques pas plus lents et d'une pause.

### Shabdam
Dans cette séquence d'une dizaine de minutes, la danse est accompagnée par un poème ou une chanson sur un thème dévotionnel ou amoureux. Ici le récit est chanté par la danseuse et pas par le nattuvanar (contrairement au varnam). Cette danse parle souvent des dieux, racontant une histoire ou un récit épique.
Dans le déroulement d'un récital, c'est la première danse narrative, développant l'abhinaya qui signifie l'expression du visage ou du corps.

### Varnam
Aussi appelée Pada Varnam (à ne pas confondre avec Tana Varnam). La pièce centrale du spectacle. C'est aussi la partie la plus longue qui montre les mouvements les plus complexes et les plus difficiles. Les positions des mains et du corps racontent une histoire, habituellement d'amour et de désir. La danseuse incarne un personnage de nayika, héroïne romantique. Le varnam est généralement soit un dialogue entre la nayika et son amant, le nayaka, soit un dialogue entre la nayika et son amie, la sakhi (les personnages de nayaka et sakhi étant imaginaires). Elle varie entre sa partie technique et sa partie d'abhinaya et dure de 20 à 30 minutes.

### Padam
Les thèmes et le style de cette partie sont similaires à ceux du varnam, mais le padam est bien plus court (quelques minutes). C'est la partie la plus lyrique et la plus orientée vers l'expression des sentiments. La danseuse exprime certaines formes d'amour : dévotion à l'être suprême, amour maternel, amour des amants séparés puis réunis. Tout comme le shapdam ou le javali, c'est une danse d'abhinaya.

### Javali
Danse d'abhinaya pure ; parfois, elle se substitue au Padam, parfois seul le Padam est dansé, parfois les deux séquences sont dansées dans la composition totale.

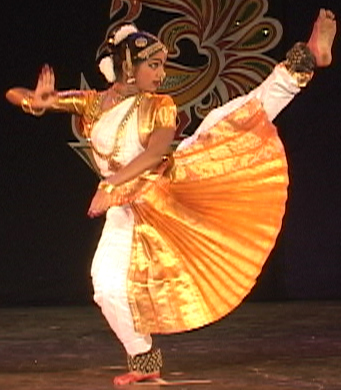
Figure de face.

### Thillana
Cette dernière partie d'une dizaine de minutes est une danse abstraite (ou danse pure, nritta, c'est-à-dire basée uniquement sur les mouvements et sans abhinaya), où la virtuosité de la musique trouve son parallèle dans le travail des pieds et les poses captivantes de la danseuse. C'est la danse la plus technique qui clôt le spectacle.
En sanscrit thillana signifie « explosion de joie ».

### Mangalam
Le spectacle se termine par la récitation de quelques versets religieux en forme de bénédiction.

## Musique et instruments
La musique est dans le style carnatique du sud de l'Inde.
Les instruments utilisés dans l'ensemble cinna mêlyam (« petit ensemble ») accompagnant le bharata natyam sont le mridang (tambour), le nâgasvaram (un hautbois), la flûte venu, le violon et la vînâ (un instrument à cordes, luth indien).

## Histoire

### Origines possibles de l'expression
Initialement connue sous le nom de sadhiraattam (சதிராட்டம்), le bharatanatyam doit son nom actuel à E Krishna Iyer et Rukmini Devi Arundale, qui ont contribué à renouveler cette danse, en l'épurant et en lui redonnant sa dimension spirituelle initiale. Le mot bharatha (bha-ra-tha) est composé de trois syllabes qui pourraient faire référence respectivement à trois mots : bhavam (l'expression du visage), ragam (la musique et le rythme) et talam (rythme imprimé par la main ou par le karuvi),,.
Le mot natyam est un mot tamoul-sanskrit pour la combinaison de mouvement, musique et théâtre, une façon de définir l'art de la danse.

### Textes fondateurs

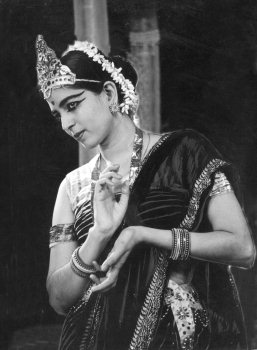
Rukmini Devi Arundale en 1940.

Les fondements théoriques du bharata natyam se trouvent dans le Nâtya-shâstra, une œuvre encyclopédique de l'hindouisme, antique, donnant les bases du théâtre indien,,.
Des références historiques au bharata natyam sont présentes également dans les épopées tamoules, telle que le Silappatikaram. Le texte du Silappatikaram inclut l'histoire d'une danseuse nommée Madhavi et décrit la formation à cette danse. Les sculptures du temple Shiva de Kanchipuram, datées du VIe et Xe siècles de notre ère, suggèrent que le Bharatanatyam était un art de la performance bien développé vers le milieu du premier millénaire,,.

### Évolution pendant la colonisation britannique
Avec la domination coloniale britannique, à partir du XIXe siècle, de nombreuses formes de danse classique indienne ont été ridiculisées, dévalorisées, et découragées.Des missionnaires chrétiens et des responsables britanniques ont présenté les danseuses kathak de l'Inde du Nord et les devadasis (danseuses dans les temples) du Sud (pratiquant entre autres le bharata natyam) comme preuves d'une dépravation sexuelle,,. La pratique de la danse a été accusée de n'être qu'une façade pour la prostitution,.
En 1910, la Présidence de Madras, représentant la monarchie britannique en Inde, interdit la danse dans les temples, portant un coup à la pratique traditionnelle du bharata natyam, toute professionnalisation du métier de danseuse devenant également peu recommandable pour la «bonne société» indienne.

### Renouveau de la danse avant et après l'indépendance

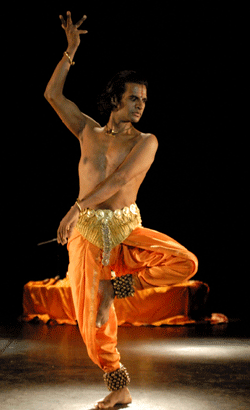
Raghunath Manet.

Au cours du XXe siècle, un mouvement de renouveau (en anglais revival) de la danse a été menée, visant à rétablir le bharatanatyam comme une forme d'expression légitime de la culture indienne. Ce renouveau se base en partie sur une revalorisation de la figure de la devadasi. En opposition à la vision coloniale des devadasis comme des prostituées, les défenseurs du bharatanatyam défendirent une vision idéalisée de la devadasi antique comme une figure mythique du temple, afin de légitimer la pratique de la danse notamment en l'inscrivant dans un contexte spirituel. La création de ce lien entre bharatanatyam et antiquité fut encore accentuée par la citation systématique du Natyashastra comme base de la théorie de la danse. Ce processus est parfois appelé "sanskritisation (en)", c'est-à-dire l'inscription dans une tradition culturelle sanscrite valorisée.
Rukmini Devi Arundale (1904-1986) lance en 1936 la Fondation Kalakshetra près de Madras, pour la sauvegarde de cet art millénaire. La pratique du  bharata natyam se renouvelle d'autant plus facilement après l'indépendance de l'Inde en 1947, notamment grâce à l'intérêt des gouvernements indiens pour cet élément du patrimoine culturel du pays, grâce à l'action de la Fondation Kalakshetra, mais aussi par des artistes telle que Balasaraswati, issue d'une lignée de danseuse. Ce style de danse classique indienne devient le plus populaire en Inde. Il jouit également d'un grand soutien dans les communautés indiennes expatriées. Dans la seconde moitié du XXe siècle, le bharata natyam devient à la tradition de la danse indienne, ce qu'a été le ballet en occident. Des danseuses et chorégraphes comme Mrinalini Sarabhai jouent dans ce retour au premier plan un rôle majeur,.
Parmi les professeurs de bharata-natyam, on peut citer : Minakshisundaram Pillai, Chokkalingam Pillai, Ram Gopal. Raghunath Manet, « fils spirituel » de Ram Gopal, est apprécié pour avoir innové et introduit une certaine notion de chorégraphie dans le bharata-nâtyam. La danseuse et chorégraphe indienne Chandralekha, admirée par la chorégraphe allemande Pina Bausch, a insuflé également un certain renouvellement de ce type de danse,,. D’autres artistes, comme Malavika Sarukkai ont été des interprètes de cette danse sur les scènes internationales,,,,.

## Bharatanatyam et genre
Le bharatanatyam est une danse ouverte aux femmes comme aux hommes.

### Changement dans les pratiques lors durevival

#### Évitement du stigma de la prostitution pour les femmes
Après l'association entre pratique de la danse et prostitution qui a eu lieu pendant la colonisation britannique, le bharatanatyam a été frappé d'un stigma qui limitait la possibilité pour une femme de le danser, afin de ne pas être considérée comme une prostituée. Pour relégitimer cette pratique comme convenable, plusieurs stratégies furent développées lors du revival de la danse au XXe siècle. Une idéalisation de la figure de la devadasi anthique comme une danseuse de temple chaste et pure permis de rétablir la danse comme une pratique spirituelle éloignée de la prostitution. Des danseuses insistaient également sur leur amateurisme, et donc qu'elle n'avait pas à considérer la danse pour leur survie. 
Cependant, si le bharatanatyam est devenu au cours du XXe siècle une activité convenable voir valorisée pour les jeunes filles, pendant longtemps la jeune femme devait arrêter de danser après son mariage.

#### Masculinité accentuée pour les hommes
Avant le revival, le bharatanatyam chez les hommes était également critiqué par les colonisateurs britanniques car correspondant à une pratique considérée féminine (la vision de l'homme oriental comme efféminée, et cette féminisation comme symbole de la prétendue infériorité des sociétés orientales étant une stigmatisation fréquente chez les colonisateurs occidentaux). Au moment du revival, les hommes eurent tendance à adopter une attitude masculine dans la danse.